# Деннен, Ксения
Ксения Вайолет Говард-Джонстон Деннен (англ. Xenia Violet Howard-Johnston Dennen; 11 марта 1944, Ливерпуль) — британская правозащитница, исследовательница религии, журналистка. Соосновательница и третий президент Кестонского института.

## Биография
Родилась 11 марта 1944 года в Ливерпуле, Англия, в семье контр-адмирала Кларенса Динсмора Говард-Джонстона и леди Александры Генриетты Луизы Хейг, дочери фельдмаршала Дугласа Хейга. Получила степень по русскому и французскому языкам в Оксфордском университете и степень по русской политике в Лондонской школе экономики и политических наук.
«Интерес к России возник у меня в детстве, когда я узнала о жизни моих предков — Бердов, которые приехали в Россию в конце 18 века и жили здесь до убийства Александра II. А в двенадцать лет я прочла „Войну и мир“, и Толстой меня зацепил: я поняла, что должна учить русский язык <…> родители послали меня в Париж в семью русских эмигрантов. Там я читала пьесы Чехова с бывшей актрисой Московского художественного театра, которая была вынуждена покинуть свою родину в 1923 г., я полюбила музыку православной литургии, часто посещая службы в парижском соборе, и со временем научилась говорить по-русски»
В 1969 году вместе с англиканским каноником Майклом Бурдо, бывшим дипломатом сэром Джоном Лоуренсом, профессором политическиx наук Леонардом Шапиро и его учеником Питер Реддуэем стала основательницей «Центра изучения религии и коммунизма», впоследствии названный «Кестонским колледжем», а затем «Кестонским институтом», и стала членом его совета по управлению.
В феврале 1973 года Ксения Дэннен основала ежеквартальный официальный печатный орган «Центра по изучению религии и коммунизма» — журнал «Религия в коммунистических странах» (англ. «Religion in Communist Lands») и оставалась его редактором до 1981 года. Он пользовался большим авторитетом в диссидентских кругах стран социалистического лагеря и после начала перестройки в СССР взял новое название «Религия, государство и общество» (англ. «Religion, State and Society»). Дэннен вспоминает: «В первом же выпуске „Религии в коммунистических странах“ я перепечатала секретный документ, который рассылался в „Комиссии содействия при исполкомах и районных советах по контролю за соблюдением законодательства о культах“. Такие комиссии были созданы по решению партийной идеологической комиссии в ноябре 1963 года, они были призваны осуществлять наблюдение и надзор за религиозной жизнью. Подобные секретные инструкции оставались неизвестными большинству советских граждан; из их содержания становится ясно, в какой мере государство вмешивалось во внутренние дела религиозных групп и приходов. Другой круг вопросов, обсуждавшийся на страницах „РКС“, касался советской Конституции и её отношения к христианам….<…> В 70-е годы мы печатали материалы о христианах веры евангельской-пятидесятниках, которые желали эмигрировать из СССР по религиозным убеждениям: они не могли жить христианской жизнью в советском обществе, не могли смириться с ограничениями и протестовали против преследования их детей. <…> Нами публиковались материалы о деятельности буддийских групп, в частности о судьбе учёного-буддолога Б. Дандарона, арестованного вместе с учениками в августе 1972 года и обвинённого в „создании религиозной группы“».
В 1990-е годы Дэннен служил представителем Кестона в Москве, выезжая в Россию четыре — шесть раз в год и выстраивая сеть контактов. Там она познакомилась с Сергеем Филатовым и познакомила его с идеей создания энциклопедии о современном положении всех религий в России. Кестонский институт сформировал энциклопедическую группу, и с 1999 года Дэннен активно участвует в её полевой работе и подготовке многотомной «Энциклопедии религиозной жизни современной России».
В 2002 году возглавила совет Управления Кестонского института. Это происходило в условиях, когда из института ушел его директор Ларри Юззелл и многие штатные сотрудники. В начале 2003 года стало известно, что некоторые члены руководства центра добивались его полной ликвидации. Реализации этих планов помешал юридический статус Кестона, являющийся согласно уставу организацией, основанной на фиксированном членстве: большинство членов института решительно выступило за продолжение работы центра.
Служит в суде компании Мёрсеров в Лондоне, где она является верхним надзирателем в 2017—2018 годах и в очереди на то, чтобы стать второй женщиной-мастером ливреи в 2018—2019 годах.